# 肩鉤海螄螺
肩鉤海螄螺（学名：Epitonium coretum）为海螄螺科海螄螺屬下的一个种。